# Poštorná (stacja kolejowa)
Poštorná – stacja kolejowa w Brzecławiu, w kraju południowomorawskim, w Czechach. Znajduje się na wysokości 170 m n.p.m.
Jest zarządzana przez Správę železnic. Na stacji nie ma możliwości zakupu biletu, a obsługa podróżnych odbywa się w pociągu.

## Linie kolejowe
- 247 Břeclav - Lednice